# بحران اگادیر
بحران اگادیر (انگلیسی: Agadir Crisis) یا بحران دوم مراکش یک بحران بین‌المللی بود که بین جمهوری سوم فرانسه و امپراتوری آلمان اتفاق افتاد.
در کنفرانس الجزیراس تفوق فرانسه در مراکش قبول گشت اما پیش‌بینی نشد که آیا در صورت بروز بحران در مراکش فرانسه حق مداخله خواهد داشت یا خیر. پس از آماده‌باش ارتش فرانسه در مراکش در آوریل ۱۹۱۱ برای سرکوب شورشی علیه ملاحافظ، سلطان مراکش، آلمان این کار را مداخله در امور داخلی خواند و با فرستادن کشتی اس‌ام‌اس پانتر به بندر اگادیر واکنش نشان داد و دو قطب اتحاد مثلث و تفاهم مثلث تا نزدیکی جنگ پیش رفتند.
در نهایت در ۴ نوامبر ۱۹۱۱ مسئله مراکش با پذیرش تسلط فرانسه بر این کشور از سوی آلمان در ازای تصرف کنگوی فرانسوی حل شد، ولی مشکلات بین دو کشور به جای خود باقی ماند و در نهایت موجب جنگ جهانی اول شد.